# Benedict (Maryland)
Benedict es un lugar designado por el censo ubicado en el condado de Charles en el estado estadounidense de Maryland. En el Censo de 2010 tenía una población de 261 habitantes y una densidad poblacional de 432,5 personas por km².

## Geografía
Benedict se encuentra ubicado en las coordenadas 38°30′42″N 76°40′47″O / 38.51167, -76.67972. Según la Oficina del Censo de los Estados Unidos, Benedict tiene una superficie total de 0.6 km², de la cual 0.6 km² corresponden a tierra firme y (0%) 0 km² es agua.

## Demografía
Según el censo de 2010, había 261 personas residiendo en Benedict. La densidad de población era de 432,5 hab./km². De los 261 habitantes, Benedict estaba compuesto por el 94.64% blancos, el 4.6% eran afroamericanos, el 0% eran amerindios, el 0% eran asiáticos, el 0% eran isleños del Pacífico, el 0.38% eran de otras razas y el 0.38% pertenecían a dos o más razas. Del total de la población el 1.15% eran hispanos o latinos de cualquier raza.